# John Emerson
Clifton Paden (más conocido como John Emerson; Sandusky, 29 de mayo de 1874 – Pasadena, 7 de marzo de 1956) fue un dramaturgo, actor, productor, director y guionista cinematográfico estadounidense, con una carrera artística desarrollada principalmente en los años del cine mudo.

## Biografía
Su verdadero nombre era Clifton Paden, y nació en Sandusky, Ohio. Educado en Ohio, las primeras actuaciones documentadas de Emerson datan de 1904, aunque antes de ello probablemente actuara en compañías de teatro de repertorio de carácter local. En 1912—el primer año en que trabajó en el cine, como guionista—Emerson ya intervenía de manera regular en el circuito de Broadway como director y escritor. Tras un tiempo con American Film Manufacturing Company, donde colaboró con Allan Dwan, y Famous Players-Lasky, Emerson trabajó con George Nichols dirigiendo Ghosts, una producción de Griffith hecha mediante Reliance-Majestic Studios en los días de menor trabajo en la preparación de El nacimiento de una nación. El resultado impresionó tanto a Griffith que Emerson continuó con trabajando con él, y Reliance-Majestic cambió su nombre por Fine Arts Film Company, que más adelante formó parte de los estudios Triangle Film Corporation.
John Emerson se convirtió en uno de los directores más conocidos de Triangle, principalmente tras iniciar su cooperación con la escritora Anita Loos en 1916; Griffith también consideró a la pareja entre los mejores montadores de la industria, por lo que trabajaron en el montaje de la gran Intolerancia, al igual que en ligeras y deportivas comedias protagonizadas por Douglas Fairbanks. 
Emerson pareció perder el interés por la dirección hacia 1919, trabajando a partir de entonces como productor y guionista, aunque habitualmente en proyectos más asociados con el gusto de Loos que con el suyo propio. Loos escribió mucho, y a menudo despectivamente, sobre Emerson en sus memorias, pero en los primeros años de su carrera insistió en mantener la apariencia de colaboración con Emerson, aunque en la realidad no existiera. Emerson estuvo casado con Anita Loos desde el 15 de junio de 1919 hasta el momento de su muerte. 
Aunque las memorias de Anita Loos no describieran a Emerson en los términos más lisonjeros, los filmes mudos dirigidos por él entre 1915 y 1919 fueron importantes. La mayor parte sobrevive, y varios, sobre todo The Mystery of the Leaping Fish y The Americano, están entre las producciones más frecuentemente visionadas de la época.
Los últimos años de Emerson estuvieron marcados por la enfermedad mental y por largas hospitalizaciones. Loos nunca llegó a divorciarse de él. John Emerson falleció en Pasadena, California, en 1956. Fue enterrado en el Cementerio de Etna, California.
Desde 1920 a 1928 había sido presidente del sindicato Actors' Equity Association.

## Filmografía

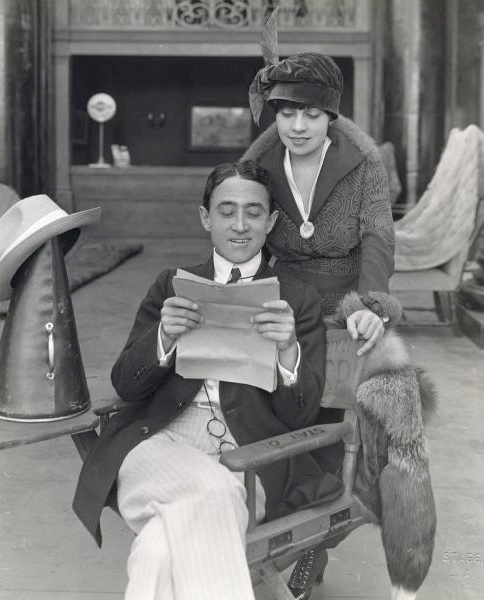
John Emerson y Anita Loos en 1918.

### Guionista
| - The Agitator, de Allan Dwan (1912) - Geronimo's Last Raid, de Gilbert P. Hamilton (1912) - The Conspiracy, de Allan Dwan (1914) - Ghosts (1915) - Old Heidelberg, de John Emerson (1915) - His Picture in the Papers, de John Emerson (1916) - The Flying Torpedo, de John B. O'Brien y Christy Cabanne (1916) - Macbeth, de John Emerson (1916) - The Social Secretary, de John Emerson (1916) - The Matrimaniac, de Paul Powell (1916) - The Americano, de John Emerson (1916) - Wild and Woolly, de John Emerson (1917) - Down to Earth, de John Emerson (1917) - Reaching for the Moon, de John Emerson (1917) - Let's Get a Divorce, de Charles Giblyn (1918) - Hit-the-Trail Holliday, de Marshall Neilan (1918) - Come on In, de John Emerson (1918) - Good-Bye, Bill (1918) - Under the Top (1919) - Getting Mary Married, de Allan Dwan (1919) - Oh, You Women!, de John Emerson (1919) - A Temperamental Wife, de David Kirkland (1919) - The Isle of Conquest, de Edward José (1919) | - A Virtuous Vamp, de David Kirkland (1919) - Two Weeks (1920) - In Search of a Sinner, de David Kirkland (1920) - The Love Expert, de David Kirkland (1920) - The Perfect Woman, de David Kirkland (1920) - Dangerous Business, de Roy William Neill (1920) - Mama's Affair, de Victor Fleming (1921) - Woman's Place, de Victor Fleming (1921) - Red Hot Romance, de Victor Fleming (1922) - Polly of the Follies, de John Emerson (1922) - Dulcy, de Sidney Franklin (1923) - Three Miles Out, de Irvin Willat (1924) - Learning to Love, de Sidney Franklin (1925) - The Whole Town's Talking, de Edward Laemmle (1926) - Gentlemen Prefer Blondes, de Malcolm St. Clair (1928) - The Fall of Eve, de Frank R. Strayer (1929) - Conspiracy, de Christy Cabanne (1930) - Ex-Bad Boy, de Vin Moore (1931) - The Struggle, de D.W. Griffith (1931) - Social Register, de Marshall Neilan (1934) - The Girl from Missouri, de Jack Conway y Sam Wood (1934) - The Cowboy and the Lady, de H. C. Potter (1938) |

### Director
| - Ghosts, codirigida con George Nichols (1915) - Old Heidelberg (1915) - His Picture in the Papers (1916) - Macbeth (1916) - The Mystery of the Leaping Fish, codirigida con Christy Cabanne (1916) - The Social Secretary (1916) - Less Than the Dust (1916) - The Americano (1916) - In Again, Out Again (1917) | - Wild and Woolly (1917) - Down to Earth (1917) - Reaching for the Moon (1917) - Come on In (1918) - Good-Bye, Bill (1918) - Oh, You Women! (1919) - Polly of the Follies (1922) |

### Productor
| - Come on In, de John Emerson (1918) - Good-Bye, Bill, de John Emerson (1918) - A Temperamental Wife, de David Kirkland (1919) - A Virtuous Vamp, de David Kirkland (1919) - In Search of a Sinner, de David Kirkland (1920) - The Love Expert, de David Kirkland (1920) | - Dangerous Business, de Roy William Neill (1920) - Red Hot Romance, de Victor Fleming (1922) - San Francisco, de W. S. Van Dyke (1936) - Mama Steps Out, de George B. Seitz (1937) - Saratoga, de Jack Conway (1937) |

### Actor
| - The Grey Sentinel, de Burton L. King (1913) - On Forbidden Paths, de Willis Robards (1913) - The Conspiracy, de Allan Dwan (1914) - The Bachelor's Romance (1915) | - The Failure, de David W. Griffith (1911) - Ghosts, de George Nichols y John Emerson (1915) - The Flying Torpedo, de John B. O'Brien y Christy Cabanne (1916) - Camille, de Ralph Barton (1926) |